# Poca
Poca és una població dels Estats Units a l'estat de Virgínia de l'Oest. Segons el cens del 2008 tenia 1.032 habitants.

## Demografia
Segons el cens del 2000, Poca tenia 1.013 habitants, 404 habitatges, i 311 famílies. La densitat de població era de 698,4 habitants per km².
Dels 404 habitatges en un 34,4% hi vivien nens de menys de 18 anys, en un 61,9% hi vivien parelles casades, en un 11,6% dones solteres, i en un 23% no eren unitats familiars. En el 21,3% dels habitatges hi vivien persones soles el 7,2% de les quals corresponia a persones de 65 anys o més que vivien soles. El nombre mitjà de persones vivint en cada habitatge era de 2,51 i el nombre mitjà de persones que vivien en cada família era de 2,86.
Per edats la població es repartia de la següent manera: un 23,5% tenia menys de 18 anys, un 8,6% entre 18 i 24, un 27,2% entre 25 i 44, un 27,2% de 45 a 60 i un 13,4% 65 anys o més.
L'edat mediana era de 38 anys. Per cada 100 dones de 18 o més anys hi havia 89 homes.
La renda mediana per habitatge era de 42.273$ i la renda mediana per família de 49.500$. Els homes tenien una renda mediana de 39.306$ mentre que les dones 20.536$. La renda per capita de la població era de 19.108$. Entorn del 9,2% de les famílies i el 12% de la població estaven per davall del llindar de pobresa.

## Poblacions properes
El següent diagrama mostra les poblacions més properes.